# پیان کامونو
پیان کامونو (به ایتالیایی: Pian Camuno) یک کومونه در ایتالیا است که در استان برشا واقع شده‌است. پیان کامونو ۱۱ کیلومتر مربع مساحت و ۴٬۴۱۳ نفر جمعیت دارد و ۲۴۴ متر بالاتر از سطح دریا واقع شده‌است.